# سون منگران
سون منگران (انگلیسی: Sun Mengran؛ زادهٔ ۱۶ ژوئیهٔ ۱۹۹۲) بازیکن بسکتبال زن اهل چین است.
وی در مسابقات کشوری و بین‌المللی در مجموع برندهٔ ۱ مدال طلا، ۱ مدال نقره، ۲ مدال برنز شده‌است.